# 回春镇
回春镇，是中华人民共和国四川省南充市仪陇县下辖的一个乡镇级行政单位。

## 行政区划
回春镇下辖以下地区：
回龙社区、龙山村、劳动村、生产村、印金山村、鲜家坪村、桅杆坡村、胡家沟村、火光村、大湾村、青苔村、大华村、梁家山村、戴花山村、老木垭村、青龙村、东山村、猫儿沟村、来苏村、曹家山村、罗家沟村、高壁山村、金鼓包村、新繁村、阆仪桥村和瓦窑坪村。